# Línea 208c (Santiago de Chile)
La Línea 208c de Red (anteriormente llamado Transantiago) une la comuna de Huechuraba con el Metro Zapadores, recorriendo toda la Avenida Recoleta. Es la variante del 208 regular.
Forma parte de la Unidad 2 del Transantiago, operada por Subus Chile, correspondiéndole el color azul a sus buses.

## Flota
El servicio 208c es operado principalmente con máquinas de 12 metros, con chasís Volvo B7R carrozados por Caio Induscar (Mondego L) y Marcopolo (Gran Viale), los cuales tienen capacidad de 90 personas. En ciertos horarios de mayor afluencia de público, se incorporan buses articulados de 18 metros con capacidad de 180 personas, cuyo chasis es Volvo B9Salf y son carrozados por Caio Induscar (Mondego LA) y Marcopolo (Gran Viale).

## Historia
La línea 208c fue concebida en el año 2008 como una variante corta del servicio 208, uno de los principales del plan original de Transantiago. Su preponderancia aumenta al ser una línea que permite generar una conexión entre la comuna de Huechuraba y la estación Zapadores, de la línea 2 del Metro de Santiago.

## Trazado

### 208c Huechuraba - Metro Zapadores[1]
| - Comuna de Huechuraba - Av. Recoleta - Comuna de Recoleta - Av. Recoleta - Ortiz de Rozas | - Comuna de Recoleta - Hernán Mery - Bismuto - Av. Recoleta - Comuna de Huechuraba - Av. Recoleta |

## Puntos de Interés
- Municipalidad de Huechuraba
- Consultorio Cristo Vive
- Metro Zapadores